# Clanga hastata
El águila moteada hindú (Clanga hastata) es una especie de ave accipitriforme de la familia Accipitridae que puebla los bosques del subcontinente indio y el noroeste de Indochina. Durante mucho tiempo fue considerada como una subespecie de Clanga pomarina. No se conocen subespecies.

## Descripción
Alcanza 60 cm de largo y una envergadura de 150 cm; maciza, con plumas en la cabeza. Tiene una coloración más suave  comparada con sus parientes, e iris más oscuro. Los juveniles, no están muy moteados.